# Solforata di Pomezia

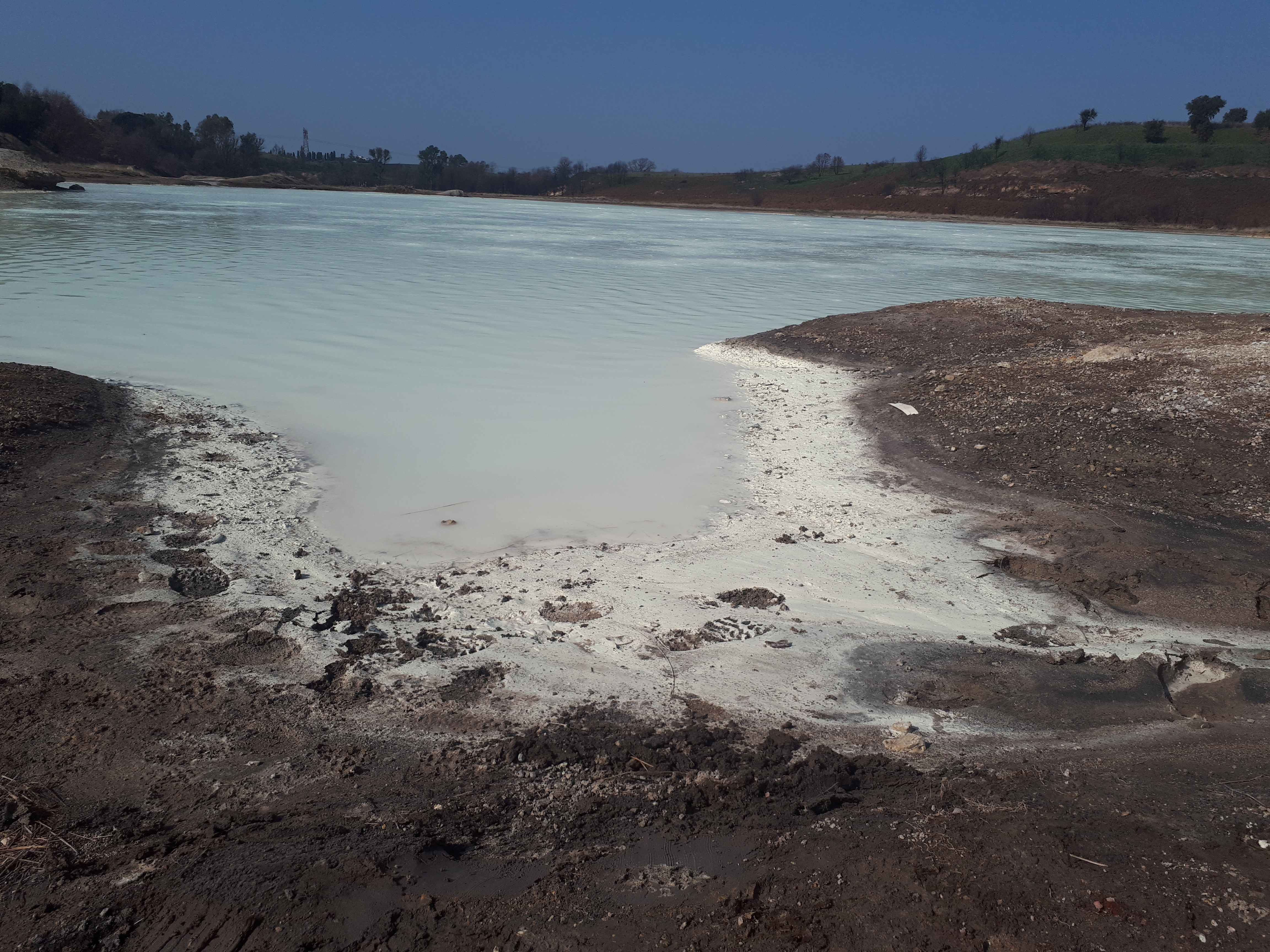
Lago bianco della Solfatara

La Solforata di Pomezia è un'area naturale che si trova all'estremità meridionale della riserva naturale di Decima-Malafede, nel territorio comunale di Roma, al confine con quello di Pomezia, identificato con l'Albunea, citata da Virgilio nell'Eneide.

## Descrizione
L'area naturale della Solforata si trova nell'agro pontino, all'interno della Riserva naturale di Decima-Malafede, istituita nel 1997 e ricadente nel territorio comunale di Roma.

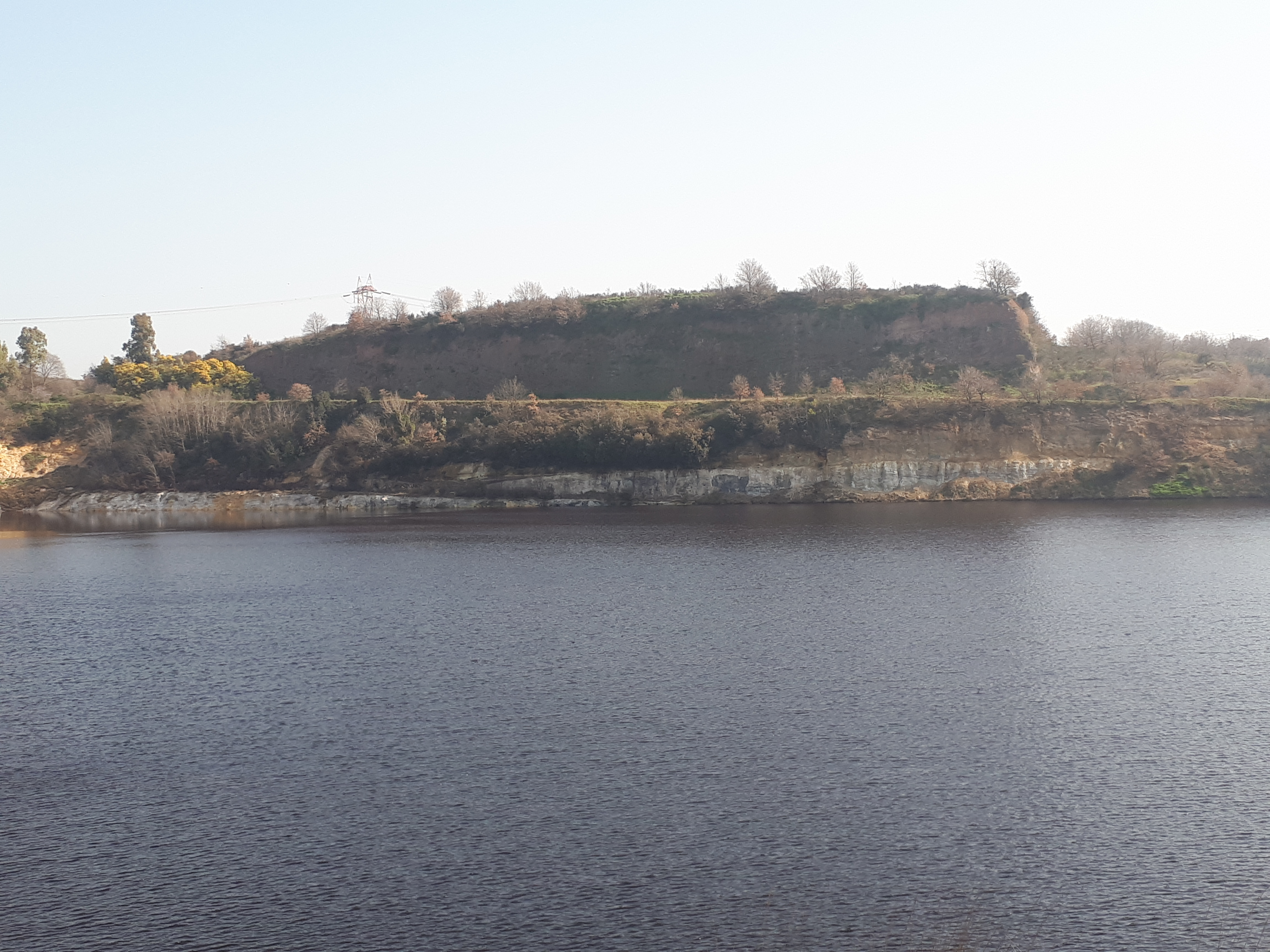
Lago rosso della Solfatara

La Solfatara, toponimo con cui si individua un'area che si estende tra la via Laurentina e via dei Castelli Romani, è una zona caratterizzata dalla presenza di minerali e gas di origine vulcanica (Vulcano Laziale). Qui, tra tracce di minerali solforosi e ferrosi, si trovano tre piccoli laghi, il più grande dei quali, il lago Rosso, si è formato a partire da una cava di materiale ferroso (si tratta dunque di un tipico lago di cava).

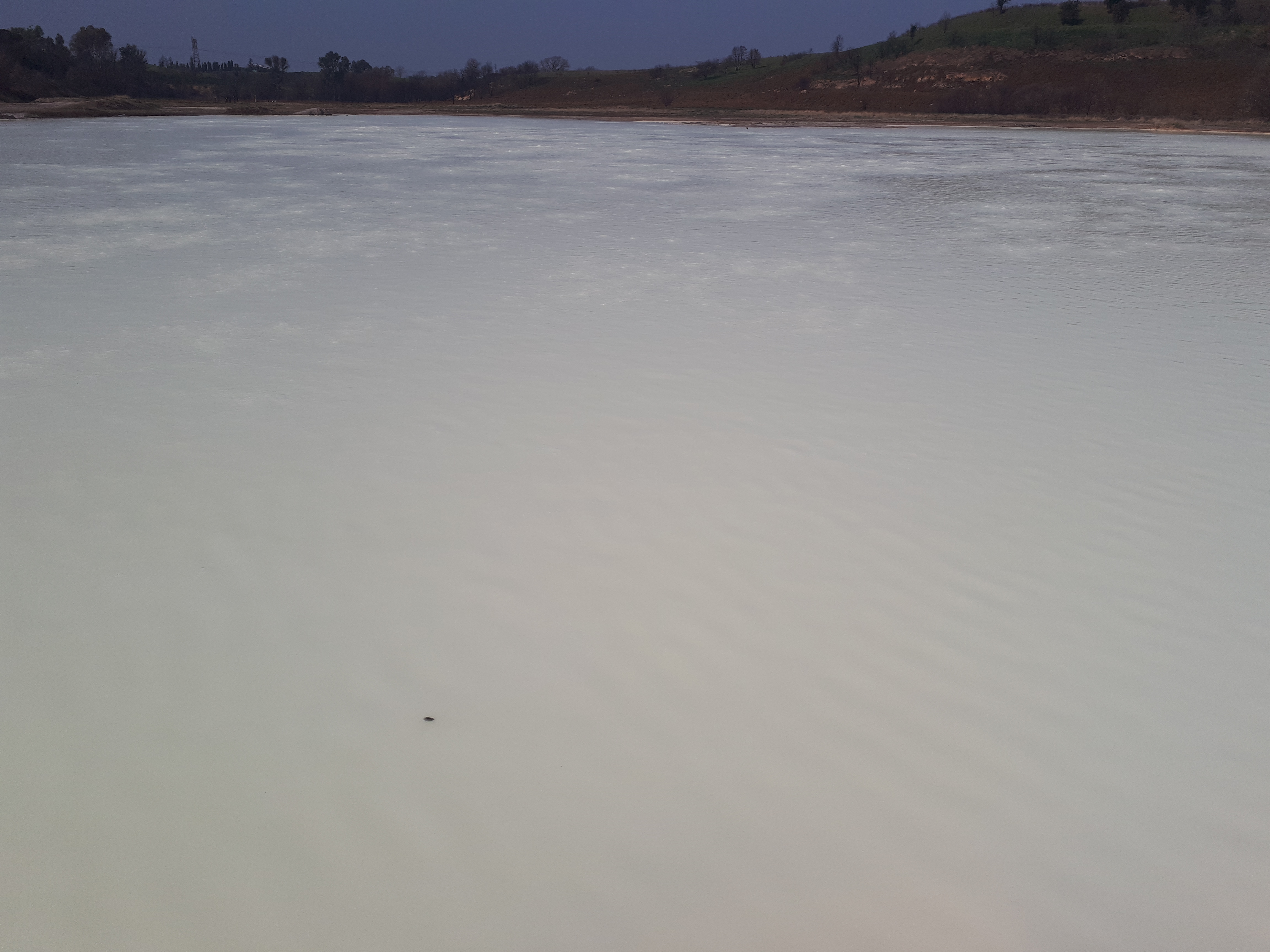
Lago bianco della Solfatara

Molto particolare è un altro piccolo lago, il lago Bianco, che si caratterizza per la presenza di materiale gassoso che fuoriesce dal fondo.
Sulla sommità del poggio che domina i tre laghi di quest'area si trovano i resti della Tor Tignosa.

## Albunea
Virgilio, nel VII libro dell'Eneide, racconta le remote origini di Roma: Turno, re dei Rutuli, vuole in sposa Lavinia, figlia del re Latino. I presagi divini fanno esitare Latino, che perciò chiede auspici all’oracolo di Fauno: l'oracolo gli dice di dare in sposa la figlia a uno straniero che sta per arrivare, straniero che si scoprirà essere Enea.
il padre profetico, e consulta i divini boschi sotto l’alta Albunea,
massima tra le selve, che risuona dal sacro fonte ed esala violenti vapori mefitici.»
(Publio Virgilio Marone, Eneide VII 81- 84)
All'interno dell'area è ancora presente una grotta, in cui si trova una sorgente di acqua sulfurea, identificata come il mitologico Antro del Fauno, tuttora visitato dagli adepti della divinità del Sol Invictus il 21 dicembre.